# Holomitrium williamsii
Holomitrium williamsii är en bladmossart som beskrevs av Edwin Bunting Bartram 1928. Holomitrium williamsii ingår i släktet Holomitrium och familjen Dicranaceae. Inga underarter finns listade i Catalogue of Life.